# Bomba de grafite

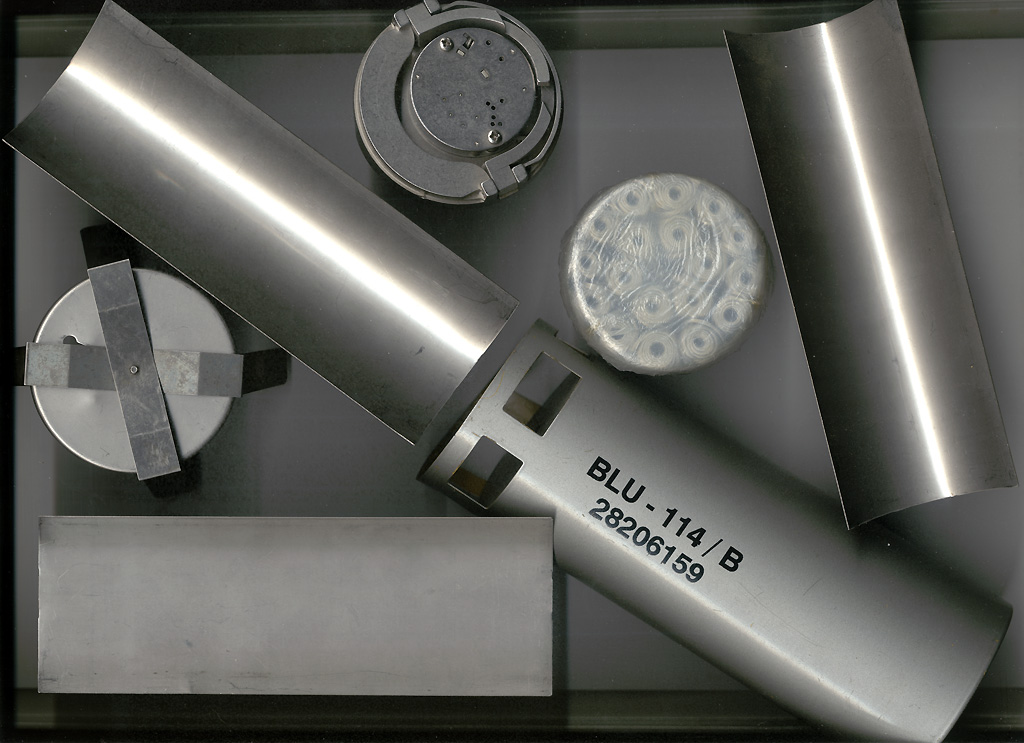
Exemplo de Bomba de Grafite

Bombas de grafite (também conhecidas como "bombas de apagão") são armas não letais utilizadas para interromper sistemas de energia elétrica, como usinas hidrelétricas. Bombas de grafite agem dispersando uma nuvem extremamente fina de fibra de carbono sobre componentes elétricos, causando curtos-circuitos e a interrupção do fornecimento de energia elétrica. A bomba de grafite foi utilizada contra o Iraque na Guerra do Golfo (1990-1991), atingindo 85% do fornecimento de energia. De forma similar, a bomba de grafite "BLU-114/B" foi utilizada pela OTAN contra a Sérvia em maio de 1999, desativando 70% da energia elétrica daquele país.
A bomba funciona em razão dos atributos do grafite, forma alotrópica do carbono que por ser boa condutora de eletricidade, estimula a sobrecarga dos sistemas elétricos e o consequente curto circuito.